# Lepraria atlantica
Lepraria atlantica är en lavart som beskrevs av Orange. Lepraria atlantica ingår i släktet Lepraria och familjen Stereocaulaceae.   Inga underarter finns listade i Catalogue of Life.